# اچ‌ام‌اس مدوی (۱۸۱۲)
اچ‌ام‌اس مدوی (۱۸۱۲) (به انگلیسی: HMS Medway (1812)) یک کشتی بود که طول آن ۱۷۶ فوت (۵۴ متر) بود. این کشتی در سال ۱۸۱۲ ساخته شد.